# ملفات ذات فراغات

ملفات ذات فراغات (بالإنجليزية: Sparse Files)‏ وهي نوع من ملفات الحاسوب وتستخدم لمحاولة استخدام المساحات الفارغة في نظم الملفات بشكل أكثر كفائة في حالات الملفات التي تكون غالبا فارغة .
وهي متواجدة في معظم نظم الملفات الحديثة مثل نظم ملفات يونكس وإن تي لإف أس NTFS وغيرها .

## مميزاتها
تخصيص التخزين فقط عند الحاجة فعلا وبالتالي يتم حفظ مساحة القرص

## عيوبها
أنها يمكن أن تصبح ذات تجزئة Fragmentation